# Proxanthobasis rufipes
Proxanthobasis rufipes är en tvåvingeart som beskrevs av Blanchard 1966. Proxanthobasis rufipes ingår i släktet Proxanthobasis och familjen parasitflugor. Inga underarter finns listade i Catalogue of Life.